# Майкл Чедвік (плавець)
Майкл Чедвік (англ. Michael Chadwick, 15 квітня 1995) — американський плавець.
Чемпіон світу з водних видів спорту 2017, 2019 років.
Чемпіон світу з плавання на короткій воді 2016, 2018 років.
Переможець Панамериканських ігор 2019 року.